# Adam de la Halle
Adam de la Halle, francoski truver, * 1220, Arras, Artois † 1288, Neapelj.
Pisal je enoglasne in tudi večglasne vokalne skladbe (motete) v slogu ars antique. Njegovo daleč najpomembnejše delo je pastoralna igra z napevi in plesi Igra o Robinu in Marioni (Le jeu de Robin et de Marion) iz leta 1284.